# وانکا (شهرستان اولسنو)
وانکا (به لاتین: Łąka) یک روستا در لهستان است که در گمینا زنبوویتسه واقع شده‌است.